# Alles in Butter (2011)
Alles in Butter (Originaltitel: Butter) ist eine US-amerikanische Filmkomödie von Jim Field Smith mit Yara Shahidi und Jennifer Garner in den Hauptrollen.

## Handlung
Die 10-jährige Destiny ist ein Pflegekind in Des Moines, Iowa, die nach dem Aufenthalt in verschiedenen Familien schließlich zu Ethan und Jill Emmet kommt. Als sie eine Ausstellung anlässlich eines Volksfestes besucht, sieht sie ein Kunstwerk aus Butter, das das „Letzte Abendmahl“ Christi darstellt. Geschickt vollendet sie den Heiligen Gral in der Skulptur und beeindruckt damit den Schöpfer des Kunstwerkes, Bob Pickler.
Bob hat die „Johnston County Meisterschaft im Butterschnitzen“ in den letzten 15 Jahren ununterbrochen gewonnen. Man bittet ihn schließlich, an dem nächsten Wettbewerb nicht mehr teilzunehmen, um auch anderen Talenten eine Chance zu geben. Bobs ehrgeizige Ehefrau Laura stellt ihn zur Rede und demütigt ihn vor ihrer Stieftochter Kaitlin. Anschließend fährt sie zu einem Mitglied des Organisationskomitees und will gegen die Entscheidung protestieren. Währenddessen fährt Bob wutentbrannt in einen Stripclub. Dort macht ihn die Stripperin Brooke an und kurz darauf verschwinden sie in seinem Auto. Nachdem die beiden von Bobs Frau überrascht werden, zerstört Laura sein Auto mit ihrem SUV. Laura unterrichtet beim Abendessen ihre Familie, dass sie selbst am Butterwettbewerb teilnehmen wird aufgrund des Prestigegewinns für den Sieger. Destiny will ebenfalls teilnehmen, genauso wie Brooke, die sich an den Picklers rächen will, da Bob ihr noch 600 $ schuldet. Destiny präsentiert als Skulptur eine schwarze Sklavin, die auf einer Eisenbahn fährt, um die Underground Railroad zu versinnbildlichen, während Laura die Szene einer betenden Familie gestaltet. Obwohl Laura wenig Erfahrung hat, wird sie Zweite hinter Destiny, die mit einer herzergreifenden Rede das Herz der Juroren gewinnt.
Als Brooke zu den Picklers geht, um ihr Geld einzutreiben, trifft sie Bobs Tochter Kaitlin an. Diese lässt sie herein und geht mit ihr auf ihr Zimmer. Sie fangen an „Wahrheit oder Pflicht“ zu spielen, das damit endet, dass sie beide im Bett landen. Kaitlin wird von Brookes unkonventionellem Lebensstil und Auftreten angezogen, Brooke hingegen denkt nur daran, wie sie die Schulden eintreiben kann, deren Höhe sie jetzt auf 1.200 $ verdoppelt hat. Kaitlin versichert ihr, dass sie das Geld besorgen wird. Zur gleichen Zeit verführt Laura den Gebrauchtwagenverkäufer Boyd Bolton, einen alten Freund aus Highschooltagen. Boyd behauptet danach fälschlicherweise, dass Ethan ihn bestochen habe, damit er Destiny bei der Butterskulptur hilft. Laura schlägt vor, den Wettbewerb zu annullieren. Die Emmets sind verärgert und obwohl Ethan alles abstreitet und die Umstände für sie sprechen, stimmt Destiny zu.
Brooke erhält ihr Geld von Kaitlin, die inzwischen völlig in sie verknallt ist. Dann trifft Brooke Destiny nach der Schule und kauft ihr für die 1.200 $ ein Profi-Küchenmesser, um ihr so zum Sieg zu verhelfen. Als Destiny nach Hause kommt, wird sie von einer Sozialarbeiterin darüber informiert, dass ihre biologische Mutter verstorben ist.
Als Wettbewerbsskulptur stellt Laura das komplette Attentat auf John F. Kennedy nach, einschließlich der Kopfverletzung des Präsidenten, Jackie Kennedy und dem zu Hilfe eilenden Sicherheitsbeamten. Destiny dagegen erstellt eine Skulptur ihrer biologischen Mutter, die auf einem Schaukelstuhl sitzt und ein Baby im Arm hält. In der Nacht vor der Preisverleihung bricht Boyd in die Ausstellungshalle ein und verunstaltet Destinys Skulptur mit einem Handgasbrenner. Destiny, am Boden zerstört, trifft kurz vor der Preisverleihung Laura auf der Toilette und wünscht ihr viel Glück. Laura eröffnet ihr daraufhin, dass ihr der Sieg mehr als alles andere bedeuten würde und für sie mehr bedeutet, als sich Destiny vorstellen könne. Laura gibt ihr zu verstehen, dass sie wenig Möglichkeiten hat, sich anderweitig auszuzeichnen und dass Destiny hingegen noch ihr ganzes Leben vor sich habe, um ihr Talent und Potenzial auszuschöpfen.
Trotz der Zerstörung an der Skulptur gewinnt Destiny. Die Zerstörungen wertet die Jury als „Kunst in Butter“ und sagt, dass das „traurige Antlitz aus geschmolzener Butter“ der Figur eine besondere Tiefe verleihe. Daraufhin geht Destiny zu Laura, umarmt sie und sagt, dass dieser Wettbewerb nicht alles sei in ihrem Leben. Destiny macht weiter und gewinnt sogar den Bundesstaat-Wettbewerb. Die dortige Jury lobt die „angsterfüllte Erforschung des postnatalen Verlassenwerdens“ ihrer Figur. Später wird Destiny von den Emmets adoptiert, während Laura für den Gouverneursposten kandidiert.

## Produktion
Butter wurde von Michael De Luca Productions, Vandalia Films und The Weinstein Company produziert. Kate Hudson war für die Rolle der Brooke vorgesehen, entschied sich aber für Fremd Fischen; sie wurde durch Olivia Wilde ersetzt.

### Dreh
Die US-amerikanische Komödie wurde im Bundesstaat Louisiana in den Städten Bossier City und Shreveport gedreht. Die Dreharbeiten begannen am 6. April und endeten am 19. Mai 2010. Das Drehbuch verfasste Jason A. Micallef, der damit sein Debüt als Drehbuchautor gab. Für die Aufnahmen wurde die deutsche Arricam ST-Kamera verwendet, die die Szenen als 35-mm-Film bei einem Seitenverhältnis von 2,35:1 aufnahm und in der Digital Intermediate als 2K bearbeitet wurde.

### Veröffentlichungen
Die Komödie feierte am 4. September 2011 auf dem Telluride Film Festival Premiere. Am 13. September 2011 wurde sie auf dem Toronto International Film Festival vorgestellt. Es folgten weitere Aufführungen bei Filmfestspielen in den USA. Offizieller Kinostart in den Vereinigten Staaten war der 5. Oktober 2012, am 18. Oktober lief der Film in Russland an. In Deutschland erschien der Film am 22. November 2013 auf DVD.

## Synchronisation
Die Synchronisation wurde 2013 von der Think Global Media GmbH produziert. Die Leitung hatte Reinhard Knapp.
| Darsteller         | Sprecher           | Rolle          |
| ------------------ | ------------------ | -------------- |
| Jennifer Garner    | Dorette Hugo       | Laura          |
| Ty Burrell         | Peter Flechtner    | Bob            |
| Hugh Jackman       | Thomas Nero Wolff  | Boyd Bolton    |
| Olivia Wilde       | Anja Stadlober     | Brooke         |
| Kristen Schaal     | Giuliana Jakobeit  | Carol Ann      |
| Yara Shahidi       | Paulina Hagelstein | Destiny        |
| Rob Corddry        | Olaf Reichmann     | Ethan          |
| Alicia Silverstone | Ulrike Stürzbecher | Jill           |
| Ashley Greene      | Laura Maire        | Kaitlen        |
| Jeanne Evans       | Luise Lunow        | Mrs. Gunderson |
| Phyllis Smith      | Almut Zydra        | Nancy          |
| Garrett Schenck    | Roland Hemmo       | Orval Flanagan |

## Rezeption
Die Kritiken zu Alles in Butter fielen gemischt aus. Der film-dienst urteilte: „Eine Komödie, die gegen amerikanische Polit-Auswüchse jeglicher Couleur austeilt, in ihren satirischen Mitteln jedoch recht brav bleibt. Dank ausgezeichneter Darsteller dennoch sehr unterhaltsam.“ Filmstarts-Redakteurin Melanie Lauer resümierte: „Die Idee ist gut, doch an der Umsetzung hapert es. Jim Field Smith zeigt mit ‚Butter‘ zwar, wie sich ein ausgereifter politischer Machtkampf auch in den Gefilden des kleinen Mannes abspielen kann, mit seinem übertriebenen und unglaubwürdig konstruierten Wettstreit schießt er jedoch über sein Ziel hinaus. Der in Momenten gelungene satirische Kern verliert dadurch viel an Witz und Kraft.“ Zeba Blay vom Slantmagazine sah dies ähnlich: „‚Butter‘, scheinbar als scharfsinnige politische Satire gedacht, erweist sich als etwas schlampig und schwierig definierbar.“
Boxoffice-Redakteur Pete Hammond fällte ein positives Urteil: „Ein rasiermesserscharfes Skript und Jennifer Garners amüsante Rolle sorgen dafür, dass dieser zynische Film über den nationalen Kampf zwischen linkem und rechtem Flügel wirklich für Lacher sorgen kann.“ Er vergab 3½ von 5 möglichen Sternen. Die New York Post bezeichnet Alles in Butter als „eine weitere dieser Indie-Komödien, die sich selbst beweihräuchern und von der vermeintlichen Dämlichkeit der Amerikaner aus dem Mittleren Westen“ handle.